# 125 milioni di caz..te
125 milioni di caz..te è stato un programma televisivo, condotto da Adriano Celentano affiancato da Asia Argento, andato in onda settimanalmente per quattro puntate, nella prima serata di Rai 1, dal 26 aprile al 17 maggio 2001.

## Format
Il programma fu trasmesso in diretta dagli studi dell'Icet di Brugherio e costò complessivamente 23 miliardi di lire.
Il titolo del programma avrebbe dovuto essere, nelle intenzioni del Molleggiato, 125 milioni di cazzate, ma le polemiche che ne scaturirono, in quanto ritenuto da taluni volgare, spinsero Celentano a modificarlo, "censurando" la parola cazzate. Le ragioni di un simile titolo furono così spiegate dal conduttore stesso:
Da notare il fatto che l'attrice Asia Argento, co-conduttrice del programma, era nel pieno della gravidanza e sfoggiava quindi un vistoso pancione.
Nella trasmissione Celentano interpretò numerosi suoi pezzi musicali, accompagnato dall'orchestra della RAI diretta da Fio Zanotti, tenne lunghi monologhi e mostrò filmati inerenti temi sociali (talvolta presentati sotto forma di racconti gialli, scritti in collaborazione con Carlo Lucarelli, nei quali Celentano si presentava con lo pseudonimo di ispettore Gluck). Inoltre ospitò ed intervistò numerose personalità di fama nazionale ed internazionale.
Il programma registrò ottimi risultati di ascolto, non dissimili da quelli della precedente produzione televisiva di Celentano, Francamente me ne infischio, ma suscitò anche aspre polemiche nell'opinione pubblica italiana per alcune tematiche trattate: attaccò la diffusione degli OGM e ospitò in studio delle prostitute extracomunitarie clandestine.

## Redazione
Conduttori
- Adriano Celentano
- Asia Argento

Autori
- Adriano Celentano
- Michele Serra
- Linus
- Miki Del Prete
- Claudio Fasulo

Collaboratori ai testi
- Luca Bottura
- Alberto Di Risio

Autori dei gialli
- Carlo Lucarelli
- Adriano Celentano

Produzione
- Ballandi Entertainment

Scenografie
- Gaetano Castelli

Direzione d'orchestra
- Fio Zanotti

Coreografie
- Daniel Ezralow

Costumi
- Silvia Frattolillo

Light Designer
- Franco A. Ferrari

Coordinamento generale per il Clan Celentano
- Gianmarco Mazzi

Produttore esecutivo Ballandi Entertainment S.p.A.
- Igor Cino

Direttore produzione Rai
- Vittorio Dassi

Produttore esecutivo Rai
- Gianpiero Ricci

Regia
- Adriano Celentano

## Puntate ed ospiti

### Prima puntata
- Bryan Adams
- Taraf de Haydouks
- Antonio Albanese
- Giorgio Gaber
- Giuliano Ferrara
- Carlo Petrini
- Adolfo Margiotta

### Seconda puntata
- Dario Fo
- Giorgio Panariello
- R.E.M.
- Lùnapop

Nel corso di questa puntata, mentre duettava con Dario Fo, Celentano cadde e si ruppe il piede destro. Si ipotizzò una chiusura anticipata del programma, cosa che poi non avvenne, ma il cantautore milanese dovette condurre le puntate successive seduto su una sedia a rotelle.

### Terza puntata
- Shaggy
- Giorgia
- Carmen Consoli
- Little Tony
- Maurizio Crozza (che imita Carmelo Bene e Arrigo Sacchi)
- Bruno Pizzul
- Damien Saez

### Quarta puntata
- Dario Fo
- Giorgio Gaber
- Enzo Jannacci
- Antonio Albanese
- Fiorello
- Ivano Fossati
- Gianni Bella
- Raf
- Giancarlo Giannini
- Claudio Amendola
- Marco Masini
- Adolfo Margiotta

## Ascolti
- Prima puntata: 10 351 000 telespettatori, 41,95% di share[12]
- Seconda puntata: 8 773 000 telespettatori, 36,66% di share
- Terza puntata: 8 330 000 telespettatori, 35,36% di share
- Quarta puntata: nella prima parte 7 949 000 telespettatori (share del 29,65%, con una punta di 9 500 000 durante il primo duetto con Fiorello) e, nella seconda parte, 6 228 000 telespettatori (share del 39,94, con un picco del 53,19 durante il secondo intervento di Fiorello)[13]